# Mike Tyson
Michael Gerard "Mike" Tyson, kallad "Iron Mike", född 30 juni 1966 i Brooklyn i New York, är en amerikansk före detta tungviktsboxare, känd som den yngste tungviktsvärldsmästaren någonsin och innehavare av VM-titlar 1986–1990 och 1996. 
Tyson försvarade framgångsrikt mästerskapet nio gånger och ansågs allmänt som "oslagbar" innan han i en av idrottshistoriens största sensationer förlorade sina titlar till James "Buster" Douglas i Tokyo 1990. Två år senare dömdes Tyson till sex års fängelse för våldtäkt. Under frihetsberövandet konverterade han till islam och tog sig det muslimska namnet Malik Abdul Aziz innan han släpptes efter att ha avtjänat halva tiden. Efter frigivningen återupptog han boxningen och 1996 återvann han WBC- och WBA-titlarna innan han i november samma år besegrades av Evander Holyfield. Returmötet blev omtalat och rönte Tyson en avstängning och böter då han bitit av en bit av sin motståndares öra. År 2003 gick Tyson i personlig konkurs; detta trots ett gage på mer än 30 miljoner för flera av sina matcher och över 300 miljoner dollar sammanlagt inboxade under karriären. År 2005 gick han sin sista match.
Tyson var känd för sin våldsamma, skrämmande boxningsstil och för sitt kontroversiella uppträdande både i och utanför ringen. Han anses allmänt vara en av de mest hårtslående boxarna genom tiderna och rankades följdriktigt som nr 16 på ansedda boxningsmagazinet The Rings lista över "The greatest punchers of all time" och som nr 1 på ESPN.coms lista över "De mest hårtslående i tungviktshistorien".
Mike Tyson är invald i såväl International Boxing Hall of Fame som World Boxing Hall of Fame.

## Biografi

### Åren som amatör
Skolad av den legendariske boxningstränaren Cus D'Amato fick Mike Tyson en karriär som blev ett triumftåg från amatördebuten fram till ett världsmästarbälte. Undantaget var att Tyson misslyckades att kvalificera sig till OS i Los Angeles 1984, genom två förluster mot Henry Tillman (den blivande guldmedaljören i tungvikt). Tyson hade dessförinnan, genom finalvinster över Joe Cortez respektive Kelton Brown (vars hörna kastade in handduken i första ronden), vunnit guld vid Junior-OS både 1981 och 1982 där han vann varje match på knockout eller teknisk knockout. Han slog samtidigt olympiskt juniorrekord för snabbaste knockout (8 sekunder). Han avslutade sin amatörkarriär år 1984 efter 48 vinster och 6 förluster.

### Proffsdebuten
Mike Tyson debuterade som proffs 6 mars 1985 genom att i Plaza Convention Center, Albany, New York, slå ut Hector Mercedes i första ronden. Under det kommande året radade han upp inte mindre än 19 KO-segrar på lika många matcher - 12 av dessa tog slut redan i den första ronden. Den förste som gick tiden ut mot Tyson var erfarne James Tillis, som dock förlorade på poäng över 10 ronder. Tysons bana såg nu spikrak ut och frågan var, enligt massmedia, inte om "Iron Mike" - som den unge boxaren kom att kallas - skulle bli världsmästare, utan när.

### Första bältet
Tyson matchades rekordsnabbt, inom loppet av 16 månader, fram till en titelmatch. Den 22 november 1986 mötte han i sin 28:e match (resultat dittills: 27-0, varav 25 KO) kanadensaren Trevor Berbick i Las Vegas för att försöka vinna dennes WBC-bälte. Domaren Mills Lane stoppade matchen redan i andra ronden till favör för Tyson då Berbick haft golvsyning två gånger och inte klarat av att resa sig inom stipulerad tid. Därmed erövrade den tjugoåriga Tyson, som den yngste någonsin, en VM-titel i tungviktsboxning och slog Floyd Pattersons nästan 30 år gamla rekord.

### Titlarna samlas av en man
Året därpå lade Tyson även under sig WBA- (poängvinst 12 ronder över James "Bonecrusher" Smith) och IBF-titlarna (poäng 12 ronder över Tony Tucker), och samlade därmed ihop alla VM-bältena vilka han sedan med bravur försvarade. Bland annat gjorde gamle mästaren Larry Holmes comeback men denne blev besegrad på knock out i rond 4 efter sammanlagt tre nedslagningar. Även Tony Tubbs och Tyrell Biggs mötte samma öde.

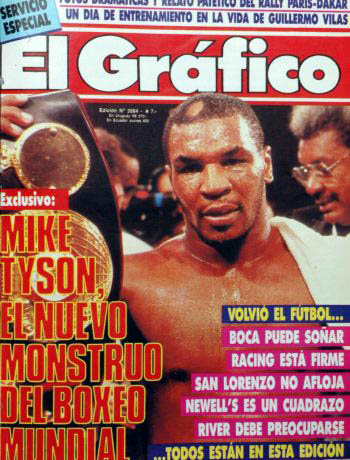
Tyson på omslaget till El Gráfico från 1988

Dock ansågs Michael Spinks av många fortfarande vara den riktige världsmästaren, då han besegrat Larry Holmes men sedan på oklara grunder blivit fråntagen sin IBF-titel. Också Spinks själv menade att han fortfarande var den legitima mästaren, vilket backades upp av boxningstidningen The Ring Magazine som höll honom som den så kallade "linjära titelhållaren" (Från VM-titelns början med första mästaren Jim Corbett följt av den som besegrade honom, följt av den som slog honom, följt av...). I Convention Hall, Atlantic City, New Jersey, den 27 juni 1988 möttes till sist Tyson och Spinks i en sedan länge emotsedd och extremt upphaussad match som skulle kora en obestridd mästare en gång för alla. Båda boxarna var dittills obesegrade i sina karriärer, men det var ändå ingen tvekan om att Tyson var storfavorit till en ganska tidig vinst även om bland andra den tidigare mästaren Muhammad Ali förutspådde seger för Spinks.
Redan efter en dryg minuts boxning i första ronden fick Tyson ner Spinks på knä med ett kroppslag, och Spinks fick nu för första gången i sin karriär ta en räkning. Spinks verkade ok och tilläts fortsätta matchen, men möttes genast av en vänsterkrok/höger uppercut-kombination från Tyson som fick utmanaren i däck för gott och samtidigt undanröjdes alla eventuella tvivel om vem som var "den riktige mästaren". På matchen, som var slut efter endast 91 sekunder, tjänade Tyson 20 miljoner dollar (mot Spinks 13 miljoner dollar) vilket vid tiden var ett rekord.
"När jag kom in i ringen, kunde jag se hans rädsla," sa Tyson till reportrar efter matchen, "Och jag visste att det skulle bli en knockout i första ronden. Det var vad jag kom hit för att göra."

### Chockförlusten
Tyson försvarade sin titel ytterligare några gånger innan han 11 februari 1990 i Tokyo mötte den tungt nederlagstippade James "Buster" Douglas. Till hela boxningsvärldens stora förvåning slog Douglas ut Tyson i den tionde ronden. Detta betraktades då, och gör fortfarande, som en av de största idrottssensationerna i modern tid då Tyson vid denna tid ansågs snudd på oslagbar. Fram till förlusten hade Tyson boxats 37 matcher, samtliga vinster, varav 33 på KO. 
Mike Tyson var nu detroniserad men fick i sin nästa match, drygt fyra månader efter fadäsen i Tokyo, sin efterlängtade revansch på Henry Tillman. Tillman föll, som så många andra, i första ronden. I ett försök att återvinna sina förlorade titlar, besegrade Tyson kanadensaren Donovan "Razor" Ruddock två gånger 1991, men drog sig sedan ur ett möte med den nya obestridda tungviktsmästaren Evander Holyfield på grund av  en revbensskada.

### Våldtäktsdom och fängelse
I februari 1992 dömdes Tyson till sex års fängelse för våldtäkt på den unga skönhetsdrottningen Desiree Washington och fick göra ett långt uppehåll i sin karriär. Under tiden i fängelset konverterade han till islam och tog sig namnet Malik Abdul Aziz. Vissa källor angav att Tyson kallade sig Malik Shabazz; det senare namnet en möjlig anspelning på medborgarrättskämpen Malcolm X som under sin konvertering i ett inledningsskede använde just "Shabazz". Malik Shabazz var också namnet på en tidigare premiärminister i Punjab.

### Återkomsten
Många trodde nu att Tyson var slut då man anade att sex år skulle vara för lång tid av frånvaro från ringen för att någonsin skulle kunna komma tillbaka. Men efter att ha avtjänat halva tiden, tre år, återupptog han boxningen. Tyson lyckades, efter ett antal rostiga matcher, först erövra WBC-titeln genom att vinna över Frank Bruno på TKO i rond (3 mars 1996) och sedan WBA-titeln genom att slå ut Bruce Seldon i första ronden (september 1996).
Dock blev Tysons nya regim inte långvarig. Den 9 november 1996 mötte han i sin 47:e match (45-1, 39 KO) förre världsmästaren Evander Holyfield som nu gjort comeback efter hjärtbesvär. Matchen stoppades efter att domaren gått emellan i 11:e ronden och tilldömt Holyfield segern på teknisk knockout.

### Tyson vs Holyfield II – Returmatchen
Returmatchen, som gav Tyson 30 miljoner dollar och Holyfield 35 miljoner dollar, skulle genomföras den 28 juni 1997. Matchen benämndes i uppsnacket som "The Sound and the Fury" (efter en roman av William Faulkner) men kom senare att kallas "The Bite Fight". Domare (Mills Lane) diskvalificerade nämligen Tyson efter att denne bitit Holyfield i först det ena och sedan i det andra örat. Som anledning till sitt galna beteende menade Tyson att Holyfield avsiktligen skallat honom under två matcher utan att ringdomaren gjort något åt det och att han därför var tvungen att försvara sig men att han till sist förlorade kontrollen över sig själv. Tyson och Holyfield kom många år senare att prata ut om händelsen i amerikansk TV hos Oprah Winfrey.
Efter tilltaget blev Tyson av med sin boxningslicens och tilldömdes tre miljoner dollar i böter. 1998 återfick han sin licens och tog genast åter upp boxningen, det enda jobb han någonsin haft.

### 1998–2005
Tyson lade sedan av med boxningen, gjorde ett antal "sista matcher", och i ett av comebackförsöken lyckades han manövrera sig fram till ytterligare en titelfight. Denna gång mot engelsmannen Lennox Lewis. Att Tyson överhuvudtaget fick en titelmatch får mest tillskrivas hans namn som – upplyft av hans historia som tidigare flerfaldig mästare – fortfarande vägde tungt då en pretendent skulle utses; resultatmässigt fanns andra boxare som var högre rankade. Matchen, som gick i Memphis den 8 juni 2002 gällande WBC-, IBF- och IBO-bältena, blev pay-per-view-historiens dittills mest framgångsrika med en omsättning på $106,9 miljoner dollar genererat från 1,95 miljoner försäljningar i USA. Tyson var dock en skugga av sitt forna jag och räknades ut i åttonde ronden. Han ansågs nu vara "färdig" som en allvarlig utmanare om tungviktskronan men historien och auran kring personen Tyson drog fortfarande åskådare till ringside.

### Slutet

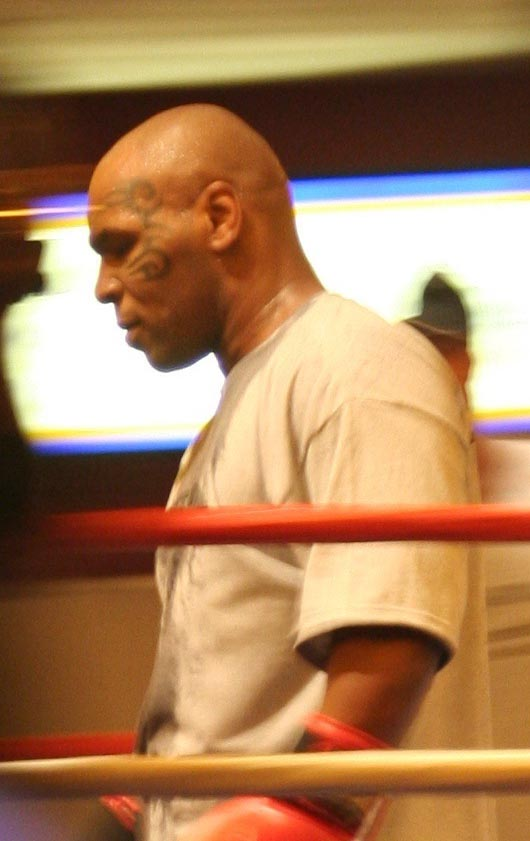
MikeTyson 2006

Tyson var sedan mycket nära att skriva ett kontrakt med den japanska kampsportsorganisationen K-1, vilket dock rann ut i sanden då boxaren hade problem att få ett japanskt visum på grund av sin tidigare våldtäktsdom.
I juli 2004 mötte Tyson den brittiska boxaren Danny Williams i ännu en comeback. Tyson dominerade inledningen men skadade sitt knä, varpå Williams i fjärde ronden skickade amerikanen i golvet som sedan räknades ut. Den 11 juni 2005 chockade Tyson boxningsvärlden genom att innan 7:e rondens start ge upp mot den mycket begränsade boxaren Kevin McBride. Efter att då ha förlorat tre av de fyra senaste matcher menade den forne världsmästaren att han skulle sluta boxas då han inte längre kände sig motiverad och inte längre "hade det i sig".
Nästan tjugo år senare, i november 2024, gick den då 58-åriga Tyson åtta ronder mot Jake Paul. Matchen slutade med att de tre domarna enhälligt utsåg Jake Paul till vinnare.

## Boxningsstil
Tysons stil var på många sätt inspirerad av idolen och den förre världsmästaren Jack Dempsey. Likt Dempsey gick Tyson ständigt i närkamp med sina motståndare för att komma dem in på kroppen. Väl där överöstes kombattanten med serier av slag, ofta krokar, för att göra största möjliga skada. Boxningsstilen nöttes in på träningen med Cus D'Amato, som tidigare tränat Floyd Patterson på samma sätt, genom att hålla händerna högt vid huvudet (peek a boo-garden) för att lättare nå upp till längre motståndare och sedan gunga kroppen i sidled.

## Privatliv
Tysons svårighet att bemästra sin ilska har ett flertal gånger försatt personer som kommit i hans väg för svåra och farliga situationer, och Tyson har förutom våldtäktsdomen bland annat dömts för misshandel.
Mike Tyson var från februari 1988 till februari 1989 gift med Robin Givens som dock snart gick ut i TV och menade att livet med Tyson var "...tortyr, rena helvetet, värre än något jag skulle kunna tänka mig" men att hon ändå inte skulle lämna sin make då hon var rädd att han då skulle bli helt ensam och då kunde "skada sig själv eller andra". Hon menade också att han var manodepressiv; något han senare i livet också diagnostiserades med. Några månader senare ansökte hon om skilsmässa. 
Tyson gifte sig på nytt, år 1997, med Monica Turner, med vilken han fick två barn, Rayna och Amir. Turner ansökte om skilsmässa i januari 2002 hävdande att Tyson begått äktenskapsbrott under fem års tid. Paret skildes 2003. I juni 2009 gifte Mike Tyson för tredje gången, nu med sin flickvän till och från under åren, Lakiha "Kiki" Spicer, med vilken han redan hade två barn, Milan och Morocco. Giftermålet skedde endast tio dagar efter att hans dotter med en annan kvinna, fyraåriga Exodus, hade dött efter att ha strypts av ett snöre fäst vid ett löpband. Tyson har förutom ovan nämnda fem barn tre andra erkända barn med olika kvinnor.
2003 begärde Mike Tyson sig själv i personlig konkurs med skulder på över 23 miljoner dollar. År 2010 menade han att han fortfarande inte hade mycket pengar utan levde månad för månad – men att han istället har funnit frid med sin tredje fru och att han var lycklig. Efter åratal av skandaler, rapporter om misshandel och våldtäktsbrott hade Mike Tyson år 2012, förutom att ha konverterat till islam, också gått över till en helt vegetarisk/vegansk livsstil och sade sig vara tacksam för att det hjälpt honom att få balans i livet utan de tidigare så dramatiska återkommande problemen.

## Sagt av Tyson
Tyson blev snabbt känd för sitt svårtyglade humör och hårda attityd till omgivningen. Inte för inte har han också blivit omnämnd som "The Baddest Man on the Planet" och han fick många reaktioner när han sa saker som 
| ” | Jag försöker slå dem rakt på nästippen, eftersom jag vill slå näsbenet in i hjärnan | „ |

och "Jag vill slita ut hans hjärta och mata Lennox Lewis med det. Jag vill döda människor. Jag vill slita ut deras magar och äta deras barn." Otaliga är de så kallade "one-liners" den av livet märkte boxaren delat med sig av: "[Han] kallade mig en "våldtäktsman" och en "enstöring." Jag är inte en enstöring." och "Du är smart för sent och gammal för tidigt." är bara två andra exempel. Allt kring Tyson och hans uttalanden har dock inte varit våldsamt eller tragiskt, han har också vräkt ur sig mer godhjärtade meningar som 
| ” | Jag är en drömmare. Jag måste drömma om att nå stjärnorna, och om jag missar en stjärna så tar jag en handfull moln | „ |

och "Gud låter allting hända av en anledning. Allt är en läroprocess, och du måste gå från en nivå till en annan."

## Statistik proffskarriär
Under hela sin proffskarriär boxades Mike Tyson 58 matcher. Av dem var 16 VM-matcher (det vill säga matcher som varit sanktionerade av något av de tre stora förbunden WBA, WBC eller IBF). Resultatet blev 12 vinster (varav 10 på KO), och 4 förluster.
| 50 vinster (44 KO, 5 poäng, 1 diskvalifikation), 6 förluster, 0 Oavgjorda, 2 No Contests |          |                   |     |               |            |                                                     | |
| Res.                                                                                     | Summa    | Motståndare       | Typ | Rond, Tid     | Datum      | Plats                                               | Noteringar |
| Förlust                                                                                  | 50–6-(2) | Kevin McBride     | TKO | 6 (10), 3:00  | 2005-06-11 | MCI Center, Washington D.C.                         | |
| Förlust                                                                                  | 50–5-(2) | Danny Williams    | KO  | 4 (10), 2:51  | 2004-07-30 | Freedom Hall State Fairground, Louisville, Kentucky | |
| Vinst                                                                                    | 50–4-(2) | Clifford Etienne  | KO  | 1 (10), 0:49  | 2003-02-22 | The Pyramid, Memphis, Tennessee                     | |
| Förlust                                                                                  | 49–4-(2) | Lennox Lewis      | KO  | 8 (12), 2:25  | 2002-06-08 | The Pyramid, Memphis, Tennessee                     | Om The Ring, WBC, IBO & IBF:s tungviktstitlar. |
| Vinst                                                                                    | 49–3-(2) | Brian Nielsen     | RTD | 7 (10), 3:00  | 2001-10-13 | Parken Stadium, Köpenhamn                           | |
| NC                                                                                       | 48–3-(2) | Andrzej Golota    | NC  | 3 (10)        | 2000-10-20 | The Palace, Auburn Hills, Michigan                  | Tyson vann matchen efter att Golota vägrat komma ut till 3:e ronden. Resultatet ändrades dock till "No Contest" efter att Tyson testat positivt för cannabis. |
| Vinst                                                                                    | 48–3-(1) | Lou Savarese      | TKO | 1 (10), 0:38  | 2000-06-24 | Hampden Park, Glasgow                               | |
| Vinst                                                                                    | 47–3-(1) | Julius Francis    | TKO | 2 (10), 1:03  | 2000-01-29 | M.E.N. Arena, Manchester                            | |
| NC                                                                                       | 46–3-(1) | Orlin Norris      | NC  | 1 (10), 3:00  | 1999-10-23 | MGM Grand Garden Arena, Las Vegas, Nevada           | Tyson träffade Norris med ett slag efter rondens slut varvid Norris gick i golvet, skadade knäet i fallet och kunde sedan inte fortsätta.                     |
| Vinst                                                                                    | 46–3     | Francois Botha    | KO  | 5 (10), 2:59  | 1999-01-16 | MGM Grand Garden Arena, Las Vegas, Nevada           | |
| Förlust                                                                                  | 45–3     | Evander Holyfield | DQ  | 3 (12)        | 1997-06-28 | MGM Grand Garden Arena, Las Vegas, Nevada           | Om WBA:s tungviktstitel |
| Förlust                                                                                  | 45–2     | Evander Holyfield | TKO | 11 (12), 0:37 | 1996-11-09 | MGM Grand Garden Arena, Las Vegas, Nevada           | Förlorade WBA:s tungviktstitel. |
| Vinst                                                                                    | 45–1     | Bruce Seldon      | TKO | 1 (12), 1:49  | 1996-09-07 | MGM Grand Garden Arena, Las Vegas, Nevada           | Vann WBA:s tungviktstitel. |
| Vinst                                                                                    | 44–1     | Frank Bruno       | TKO | 3 (12), 0:50  | 1996-03-16 | MGM Grand Garden Arena, Las Vegas, Nevada           | Vann WBC:s tungviktstitel. |
| Vinst                                                                                    | 43–1     | Buster Mathis Jr  | KO  | 3 (12), 2:32  | 1995-12-16 | Core States Spectrum, Philadelphia, Pennsylvania    | |
| Vinst                                                                                    | 42–1     | Peter McNeeley    | DQ  | 1 (10), 1:29  | 1995-08-19 | MGM Grand Garden Arena, Las Vegas, Nevada           | |
| Vinst                                                                                    | 41–1     | Donovan Ruddock   | UD  | 12            | 1991-06-28 | Mirage Hotel & Casino, Las Vegas, Nevada            | |
| Vinst                                                                                    | 40–1     | Donovan Ruddock   | TKO | 7 (12), 2:22  | 1991-03-18 | Mirage Hotel & Casino, Las Vegas, Nevada            | |
| Vinst                                                                                    | 39–1     | Alex Stewart      | TKO | 1 (10), 2:27  | 1990-12-08 | Convention Center, Atlantic City, New Jersey        | |
| Vinst                                                                                    | 38–1     | Henry Tillman     | KO  | 1 (10), 2:47  | 1990-06-16 | Caesars Palace, Las Vegas, Nevada                   | |
| Förlust                                                                                  | 37–1     | Buster Douglas    | KO  | 10 (12), 1:22 | 1990-02-11 | Tokyo Dome, Tokyo                                   | Förlorade The Ring, WBC, WBA & IBF:s tungviktstitlar. |
| Vinst                                                                                    | 37–0     | Carl Williams     | TKO | 1 (12), 1:33  | 1989-07-21 | Convention Center, Atlantic City, New Jersey        | Behöll The Ring, WBC, WBA & IBF:s tungviktstitlar. |
| Vinst                                                                                    | 36–0     | Frank Bruno       | TKO | 5 (12), 2:55  | 1989-02-25 | Las Vegas Hilton                                    | Behöll The Ring, WBC, WBA & IBF:s tungviktstitlar. |
| Vinst                                                                                    | 35–0     | Michael Spinks    | KO  | 1 (12), 1:31  | 1988-06-27 | Convention Hall, Atlantic City, New Jersey          | Behöll WBC, WBA & IBF:s titlar och vann The Rings tungviktstitel.                                                                                             |
| Vinst                                                                                    | 34–0     | Tony Tubbs        | TKO | 2 (12), 2:54  | 1988-03-21 | Tokyo Dome, Tokyo                                   | Behöll WBC, WBA & IBF:s tungviktstitlar. |
| Vinst                                                                                    | 33–0     | Larry Holmes      | TKO | 4 (12), 2:55  | 1988-01-22 | Convention Hall, Atlantic City, New Jersey          | Behöll WBC, WBA & IBF:s tungviktstitlar. |
| Vinst                                                                                    | 32–0     | Tyrell Biggs      | TKO | 7 (12), 2:59  | 1987-10-16 | Convention Hall, Atlantic City, New Jersey          | Behöll WBC, WBA & IBF:s tungviktstitlar. |
| Vinst                                                                                    | 31–0     | Tony Tucker       | UD  | 12            | 1987-08-01 | Las Vegas Hilton                                    | Behöll WBC & WBA:s titlar och vann IBF:s tungviktstitel. |
| Vinst                                                                                    | 30–0     | Pinklon Thomas    | TKO | 6 (12), 2:00  | 1987-05-30 | Las Vegas Hilton                                    | Behöll WBC & WBA:s tungviktstitlar. |
| Vinst                                                                                    | 29–0     | James Smith       | UD  | 12            | 1987-03-07 | Las Vegas Hilton                                    | Behöll WBC:s titel och vann WBA:s tungviktstitel. |
| Vinst                                                                                    | 28–0     | Trevor Berbick    | TKO | 2 (12), 2:35  | 1986-11-22 | Las Vegas Hilton                                    | Vann WBC:s tungviktstitel som den yngste världsmästaren någonsin.                                                                                             |
| Vinst                                                                                    | 27–0     | Alfonso Ratliff   | TKO | 2 (10), 1:41  | 1986-09-06 | Las Vegas Hilton                                    | |
| Vinst                                                                                    | 26–0     | José Ribalta      | TKO | 10 (10), 1:37 | 1986-08-17 | Trump Plaza Hotel, Atlantic City, New Jersey        | |
| Vinst                                                                                    | 25–0     | Marvis Frazier    | KO  | 1 (10), 0:30  | 1986-07-26 | Civic Center, Glens Falls, New York                 | |
| Vinst                                                                                    | 24–0     | Lorenzo Boyd      | KO  | 2 (10), 1:43  | 1986-07-11 | Stevensville Hotel, Swan Lake, New York             | |
| Vinst                                                                                    | 23–0     | William Hosea     | KO  | 1 (10), 2:03  | 1986-06-28 | Houston Field House, Troy, New York                 | |
| Vinst                                                                                    | 22–0     | Reggie Gross      | TKO | 1 (10), 2:36  | 1986-06-13 | Madison Square Garden, New York, New York           | |
| Vinst                                                                                    | 21–0     | Mitch Green       | UD  | 10            | 1986-05-20 | Madison Square Garden, New York, New York           | |
| Vinst                                                                                    | 20–0     | James Tillis      | UD  | 10            | 1986-05-09 | Civic Center, Glens Falls, New York                 | |
| Vinst                                                                                    | 19–0     | Steve Zouski      | KO  | 3 (10), 2:39  | 1986-03-10 | Nassau Coliseum, Uniondale, New York                | |
| Vinst                                                                                    | 18–0     | Jesse Ferguson    | TKO | 6 (10), 1:19  | 1986-02-16 | Houston Field House, Troy, New York                 | |
| Vinst                                                                                    | 17–0     | Mike Jameson      | TKO | 5 (8), 0:46   | 1986-01-24 | Trump Plaza (Atlantic City)                         | |
| Vinst                                                                                    | 16–0     | David Jaco        | TKO | 1 (10), 2:16  | 1986-01-11 | Plaza Convention Center, Albany, New York           | |
| Vinst                                                                                    | 15–0     | Mark Young        | TKO | 1 (10), 0:50  | 1985-12-27 | Latham Coliseum, Latham, New York                   | |
| Vinst                                                                                    | 14–0     | Sammy Scaff       | TKO | 1 (10), 1:19  | 1985-12-06 | Felt Forum, New York, New York                      | |
| Vinst                                                                                    | 13–0     | Conroy Nelson     | TKO | 2 (8), 0:30   | 1985-11-22 | Latham Coliseum, Latham, New York                   | |
| Vinst                                                                                    | 12–0     | Eddie Richardson  | KO  | 1 (8), 1:17   | 1985-11-13 | Ramada-Houston Hotel, Houston, Texas                | |
| Vinst                                                                                    | 11–0     | Sterling Benjamin | TKO | 1 (8), 0:54   | 1985-11-01 | Latham Coliseum, Latham, New York                   | |
| Vinst                                                                                    | 10–0     | Robert Colay      | KO  | 1 (8), 0:37   | 1985-10-25 | Atlantis Hotel & Casino, Atlantic City, New Jersey  | |
| Vinst                                                                                    | 9–0      | Donnie Long       | TKO | 1 (6), 1:28   | 1985-10-09 | Trump Casino Hotel, Atlantic City, New Jersey       | |
| Vinst                                                                                    | 8–0      | Michael Johnson   | KO  | 1 (6), 0:39   | 1985-09-05 | Atlantis Hotel & Casino, Atlantic City, New Jersey  | |
| Vinst                                                                                    | 7–0      | Lorenzo Canady    | KO  | 1 (6), 1:05   | 1985-08-15 | Resorts International, Atlantic City, New Jersey    | |
| Vinst                                                                                    | 6–0      | Larry Sims        | KO  | 3 (6), 2:04   | 1985-07-19 | Mid-Hudson Civic Center, Poughkeepsie, New York     | |
| Vinst                                                                                    | 5–0      | John Alderson     | TKO | 2 (6), 3:00   | 1985-07-11 | Trump Casino Hotel, Atlantic City, New Jersey       | |
| Vinst                                                                                    | 4–0      | Ricardo Spain     | TKO | 1 (6), 0:39   | 1985-06-20 | Resorts International, Atlantic City, New Jersey    | |
| Vinst                                                                                    | 3–0      | Don Halpin        | KO  | 4 (4), 1:04   | 1985-05-23 | Albany, New York                                    | |
| Vinst                                                                                    | 2–0      | Trent Singleton   | TKO | 1 (4), 0:52   | 1985-04-10 | Albany, New York                                    | |
| Vinst                                                                                    | 1–0      | Hector Mercedes   | TKO | 1 (4), 1:47   | 1985-03-06 | Plaza Convention Center, Albany, New York           | Proffsdebut |